# AG København
El AG København fue un equipo de balonmano de la localidad danesa de Brøndby. Militó en la HåndboldLigaen. Este equipo es el resultado de la fusión, en el año 2010, de dos clubes como el FC København y el AG Handbol que había logrado el asecenso a la máxima categoría danesa y que es el club que acoge la identidad del equipo y aporta la licencia federativa necesaria para competir y que cabe recordar que estaba liderado por Jesper Nielsen, un conocido empresario danés. 
Después de declararse en bancarrota, se unió al KIF Kolding, formando el KIF Copenhague.

## Palmarés
- Ligas danesas: 2
  - Temporadas: 2011, 2012
- Copas de Dinamarca: 2
  - Temporadas : 2010, 2011